# Voetbalkooi Geschutswerf
Voetbalkooi Geschutswerf is toegepaste kunst in Amsterdam-Centrum. Er kan zowel voetbal als (overdwars) basketbal gespeeld worden. 
Kunstenaar en inrichter van openbare ruimten Ruud-Jan Kokke werd door het buurtcentrum Hoogte Kadijk middels de Gemeente Amsterdam en Amsterdams Fonds voor de Kunsten gevraagd een voetbalkooi te ontwerpen, die midden in een dichtbewoonde woonwijk staat. Een combinatie van zijn werkzaamheden leidde tot het verzoek een zodanige voetbalkooi te ontwerpen, die geluidsarm is, bestand is tegen vandalisme en toch een open karakter heeft. Nederland kende meer van die omkooide speelveldjes, maar daar blijkt op den duur dat de constructie geluidsoverlast geeft en van mooiheid geen sprake is. Kokke bedacht daarop een vloeiend en golvend hekwerk (gaasmatten), dat door haar krommingen juist starheid veroorzaakt. Die starheid zorgde er tevens voor dat de ophanging geen echte pilaren behoefden. De gehele constructie is geplaatst op een ringleiding vlak boven de grond, die maar op een paar plaatsen ondersteund wordt door pijlertjes die in de grond hun fundering vinden. Kokke noemt het een “stille kooi”. Amsterdam was er dermate blij mee dat zij hem inschakelde voor een veel groter project, maar deels hetzelfde: het Hekwerk Olympiaplein in Amsterdam-Zuid.
Het hekwerk aan de Hoogte Kadijk, ook wel Wijk Arena, heeft een grotere dragende constructie rondom die enigszins lijkt op die van de Johan Cruijff ArenA. Het is ook een verwijzing naar de voormalige industrieën hier, het idee van een loopkatpoort, zoals wel in gebruik bij Scheepswerf ’t Kromhout. Voorts zijn er vier toegangssluizen in de constructie uitgespaard, een verzoek van de jeugd. Kokkes werk kreeg een nominatie voor de Designprijs Rotterdam. Kokke kon aan de slag in Den Haag
Wat tot discussie bleef leiden was de naam; het varieert van Sportkooi tot Hard Gras Arena. De kooi staat midden op het plein Geschutswerf.
Naast deze kooi en het hekwerk bij het Olympiaplein heeft Amsterdam nog een derde werk van Kokke: de Toegang Botanische tuin Zuidas. Vanuit de kooi er uitzicht op muurschildering The mask.